# Mirada masculina

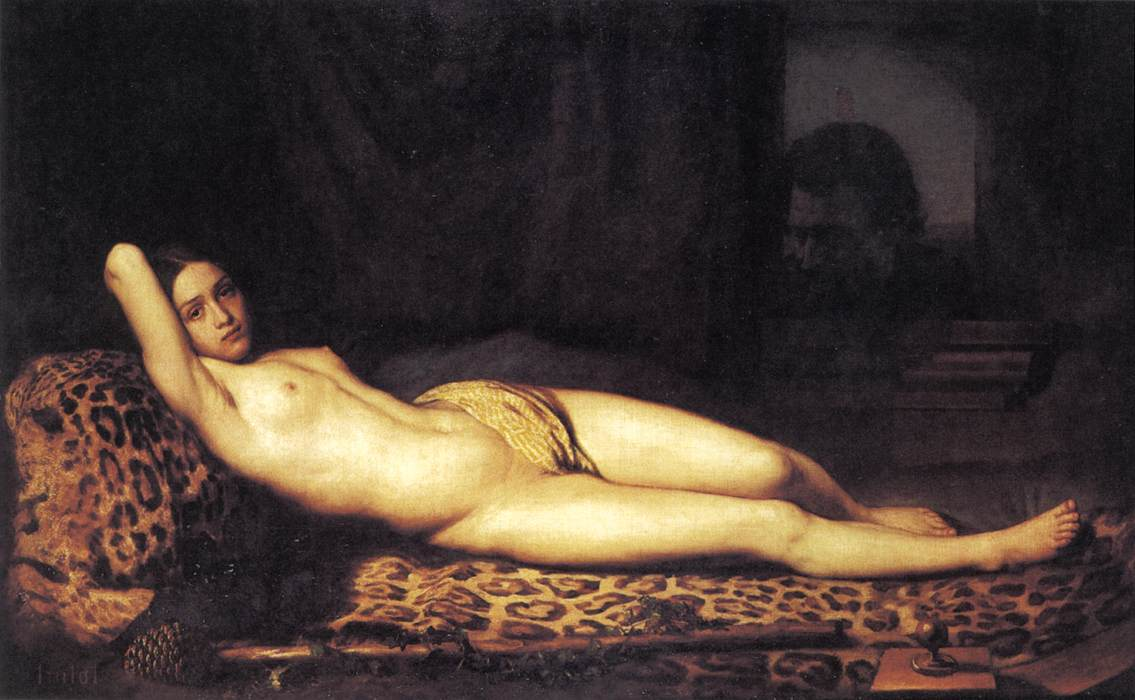
Chica desnuda sobre piel de pantera (1844) de Félix Trutat muestra a una mujer desnuda reclinada observada por un rostro masculino desproporcionadamente grande en la ventana de su dormitorio; la pintura "ejemplifica poderosamente" el concepto de mirada masculina.

La mirada masculina, más conocida por su nombre en inglés male gaze, es el acto de representar a las mujeres y al mundo en las artes visuales  y en la literatura  desde una perspectiva masculina y heterosexual que muestra a las mujeres como objetos sexuales para el placer del hombre heterosexual como espectador.En el cine narrativo, la mirada masculina tiene tres perspectivas: la del hombre detrás de la cámara; la de los personajes masculinos dentro de las representaciones cinematográficas; y la del espectador contemplando la imagen.
El concepto de mirada (le regard) fue utilizado por primera vez por el crítico de arte inglés John Berger en su obra Mirar (1972), en la que analiza la representación de las mujeres como objetos pasivos para ser vistos en la publicidad y como sujetos desnudos en el arte europeo.La intelectual feminista Laura Mulvey aplicó los conceptos de la mirada para criticar las representaciones tradicionales de la mujer en el cine, de cuya obra surgió el concepto y el término de male gaze, o mirada masculina.
Las teorías psicoanalíticas de Sigmund Freud y Jacques Lacan son los fundamentos a partir de los cuales Mulvey desarrolló la teoría de la mirada masculina e interpretó y explicó la escopofilia, el "deseo primordial de mirar placenteramente" que se satisface con la experiencia cinematográfica.Los términos escopofilia y escoptofilia identifican tanto el gozo estético como los placeres sexuales derivados de mirar a alguien o a algo.En cuanto a las aplicaciones y funciones psicológicas de la mirada, la mirada masculina se contrasta conceptualmente con la mirada femenina. 

## Antecedentes
El filósofo existencialista Jean-Paul Sartre introdujo el concepto de le regard, la mirada, en El ser y la nada (1943), en el que el acto de mirar a otro ser humano crea una diferencia de poder subjetiva, que es sentida por el que mira y por el mirado, porque la persona que se mira se percibe como un objeto, no como un ser humano.El concepto cinematográfico de la mirada masculina se presenta, explica y desarrolla en el ensayo "Visual Pleasure and Narrative Cinema"  (1975),en el que Laura Mulvey propone que la desigualdad sexual (la asimetría del poder social y político entre hombres y mujeres) es una fuerza social controladora en las representaciones cinematográficas. La mirada masculina (el placer estético del espectador masculino) es una construcción social derivada de las ideologías y discursos del patriarcado.
Para los estudios de medios y la teoría cinematográfica feminista, la mirada masculina se relaciona conceptualmente con las conductas de voyeurismo (mirar como placer sexual), escopofilia (placer de mirar) y narcisismo (placer de contemplarse a uno mismo). Partiendo del concepto freudiano de ansiedad por castración masculina, Mulvey dijo que debido a que la mujer no tiene pene, su presencia femenina provoca inseguridad sexual en el inconsciente del varón.La presencia en la pantalla del cuerpo de una mujer es notable, porque "su falta de pene [implica] una amenaza de castración y, por tanto, de displacer", que la mirada masculina subvierte mediante la sobresexualización de la feminidad.La hipersexualización de las mujeres frustra la ansiedad de castración del hombre con las prácticas sexuales de voyeurismo-sadismo y fetichización del cuerpo femenino.Psicológicamente, la escopofilia fetichista reduce la ansiedad de castración del hombre –inducida por la presencia de las mujeres– al fragmentar la personalidad de la mujer e hipersexualizar las partes de su cuerpo. 
En el cine narrativo, la perspectiva visual de la mirada masculina es la línea de visión de la cámara como perspectiva del espectador: un hombre heterosexual cuya vista se detiene en los rasgos del cuerpo de una mujer.En el cine narrativo, la mirada masculina suele visualizar al personaje femenino (mujer, niña, niña) en dos niveles de erotismo: como objeto erótico de deseo de los personajes de la historia filmada y como objeto erótico de deseo para el espectador masculino (espectador) de la historia filmada. Tales visualizaciones establecen los roles del hombre dominante y de la mujer dominada, al representar a la mujer como un objeto pasivo para la mirada masculina del espectador, que tiene un rol activo. El emparejamiento social del objeto pasivo (mujer) y del espectador activo (hombre) es una base funcional del patriarcado, es decir, los roles de género son reforzados en y por la estética (textual, visual, simbólica) del cine comercial convencional, cuyas películas presentan la mirada masculina como más importante que la mirada femenina, una elección estética basada en la desigualdad de poder sociopolítico entre hombres y mujeres. 
Como base ideológica del patriarcado, la desigualdad sociopolítica se considera un sistema de valores mediante el cual las instituciones creadas por hombres (por ejemplo, el negocio del cine, la publicidad, la moda) determinan unilateralmente lo que es "natural y normal" en la sociedad.Con el tiempo, la gente de una comunidad cree que los valores artificiales del patriarcado, como sistema social, son el orden "natural y normal" de las cosas en la sociedad porque los hombres miran a las mujeres y las mujeres son miradas por los hombres. La jerarquía occidental de "mujeres inferiores" y "hombres superiores" viene de la tergiversación de hombres y mujeres como oponentes sexuales, en lugar de iguales sexuales.